# 日本レース・倶楽部
日本レース・倶楽部（にほんレース・くらぶ、The Nippon Race Club）は、日本初の西洋式競馬の施行体で、のちに競馬倶楽部のひとつとなる。1862年に設立された横浜レース倶楽部が前身。
1895年以降オーストラリアから競走馬の輸入を続け、また補助金競馬時代の競馬施行体（競馬倶楽部）の中で唯一補助金の交付を受けないなど、経済活動・財政の面で一定の独立性を保ち続けた。日本競馬会の発足に伴い、1937年10月に解散した。

## 歴史
- 1862年、横浜・外国人居留地における競馬施行体として横浜レース倶楽部が発足した。
- 1866年、外国人居留地内に居留外国人のためのレジャー施設として根岸競馬場が完成。
- 1875年、特別会員として初の日本人馬主となった西郷従道が所有馬のミカン号に自ら騎乗し、日本人馬主による初勝利をあげた。
- 1876年 団体内部の紛争が原因となり横浜レース・アソシエーションが分離独立。
- 1878年6月20日 横浜レース倶楽部・横浜レース・アソシエーションの2団体は合併し、横浜ジョッキー倶楽部が発足した。
- 1880年 横浜ジョッキー倶楽部が日本レース・クラブと改称。同時に、同クラブへの日本人の入会が可能となった。この措置により入会した日本人には伊藤博文、松方正義、大隈重信、榎本武揚、岩崎弥之助、尾崎行雄などがいる。
- 同年6月9日、明治天皇下賜の花瓶を賞品とする競走（The Mikado's Vase）が行われた。同レースは天皇下賜の賞品が授与された日本初の競走であり、その意味において現在の天皇賞のルーツである。
- 1888年 日本レース・クラブが根岸競馬場において1枚1ドルの馬券を発売（日本における初の馬券発売）。
- 1895年 オーストラリアから競走馬を輸入を開始。
- 1896年 ニイカップステークス（後のエンペラーズカップの元となったレース）を開催。
- 1905年 明治天皇から御賞典が下賜され、エンペラーズカップ（後の帝室御賞典、現在の天皇賞）が始まった。
- 1906年 社団法人日本レース・倶楽部として政府の認可を受ける。
- 1937年10月 解散（同年5月の開催が最期の主催競馬）。